# 야나이 마사유키
야나이 마사유키(箭内 政之, 1959~)는 일본의 아마추어 천문가이다. 삿포로 시 청소년 과학관에서 천문지도원으로 일하고 있다.
1988년 3867 시레토코와 3915 후쿠시마를 처음 발견한 이래 와타나베 가즈오와 함께 다수의 소행성을 발견했다.

## 같이 보기
- 일본 국립천문대

## 참조
1. ↑  Dictionary of minor planet names Dictionary of minor planet names - Page 365
Lutz D. Schmadel - 2003 - Page 365